# Tachina stupida
Tachina stupida là một loài ruồi trong họ Tachinidae.